# دامیانو لونگی
دامیانو لونگی (انگلیسی: Damiano Longhi؛ زادهٔ ۲۷ سپتامبر ۱۹۶۶) بازیکن فوتبال اهل ایتالیا است.
از باشگاه‌هایی که در آن بازی کرده‌است می‌توان به باشگاه فوتبال هرکولس، باشگاه فوتبال مودنا، باشگاه فوتبال پادوا، باشگاه فوتبال رجانا، و باشگاه فوتبال دلفینو پسکارا اشاره کرد.